# Diexis
Diexis is een geslacht van rechtvleugeligen uit de familie veldsprinkhanen (Acrididae). De wetenschappelijke naam van dit geslacht is voor het eerst geldig gepubliceerd in 1899 door Zubovski.

## Soorten
Het geslacht Diexis omvat de volgende soorten:
- Diexis bellus Mishchenko, 1950
- Diexis bucharicus Mishchenko, 1950
- Diexis chivensis Umnov, 1930
- Diexis ferghanensis Umnov, 1930
- Diexis gussakovskii Miram, 1949
- Diexis gussakovskyi Miram, 1949
- Diexis uvarovi Tarbinsky, 1932
- Diexis varentzovi Zubovski, 1899